# Neutelings Riedijk Architecten
Neutelings Riedijk Architecten is een architectenbureau gevestigd in Rotterdam. Het werd in 1987 opgericht door Willem Jan Neutelings en Michiel Riedijk. Het bureau heeft in Nederland en België belangrijke culturele gebouwen gerealiseerd. Het heeft ook meegedaan aan diverse internationale ontwerpwedstrijden.

## Werk
Neutelings Riedijk Architects' vroegere werk omvat vooral woningen en functionele gebouwen zoals kantoorgebouwen, brandweerkazernes en hotels. Gaandeweg kwamen daar ook gebouwen bij voor publieke en culturele instituten zoals musea, bibliotheken, cultuurcentra, concertgebouwen en onderwijsinstellingen. Hun bekendste ontwerpen zijn het Naturalis Biodiversity Center in Leiden (2019), het Museum aan de Stroom (MAS) in Antwerpen (2010), het Nederlands Instituut voor Beeld en Geluid in Hilversum (2006), het Scheepvaart en Transport College in Rotterdam (2005) en de cultuurhuizen Rozet in Arnhem (2013) en het Eemhuis in Amersfoort (2013).

## Gerealiseerde projecten
Tot de gerealiseerde projecten van Neutelings Riedijk Architecten behoren onder andere:

- Naturalis Biodiversity Center | Leiden, Nederland (2019)
- Herman Teirlinckgebouw, Brussel, België (2017)
- Stadhuis van Deventer, Deventer, Nederland (2016) (bekroond met de Beste Gebouw van het Jaar publieksprijs 2017)
- Cultuurcentrum Rozet, Arnhem, Nederland (2013) (bekroond met de Beste Gebouw van het Jaar prijs 2014)
- Cultuurhuis Eemhuis, Amersfoort, Nederland (2013)
- Museum aan de Stroom (MAS), Antwerpen, België (2010)
- Nederlandse Belastingdienst, Walterboscomplex, Apeldoorn, Nederland (2007)
- Museum en archieven Nederlands Instituut voor Beeld en Geluid, Hilversum, Nederland (2006) (bekroond met de Gouden Piramide in 2008)
- Scheepvaart en Transport College Group, Rotterdam, Nederland (2005)
- Woningen De Sfinxen, Huizen, Nederland (2003)
- Kunstencentrum STUK, Leuven, België (2002)
- Universiteitsgebouw Minnaert, Utrecht, Nederland (1997)
- Woongebouw Prinsenhoek, Sittard (1995)

### Projecten in Portfolio[3]
- Gare Maritime | Brussel
- Amsterdam Museum | Amsterdam
- ZIL Factory | Moskou
- Heldentoren appartementen | Knokke
- Lorentz Fase 2  | Leiden
- Ninoofse poort | Brussel
- Urban Interactive District | Amsterdam

### Competities[4]
- Huis van Stad en Regio | Dordrecht, Nederland | competitie | 2020
- Louvre Collection Depot | Lévien, France | Louvre Museum | competitie | 2015
- Porsche Design Tower | Frankfurt, Germany | competitie | 2015
- Concert Hall, Dance Hall, Theatre, Conservatory | Spuiforum | Den Haag, Nederland | eerste prijs in internationale competitie | 2014
- Adidas World of Sports | Herzogenaurach, Germany | competitie | 2014
- Museum Boijmans van Beuningen Collectiegebouw | Rotterdam, Nederland | competitie | 2013
- Hotel Areal InterContinental | Vienna, Austria | WertInvest | competitie | 2013
- Office Building Le Cinq | Paris, France | NV Buelens | competitie 2e prijs | 2012
- Museum | Moscow, Russia | Polytechnic Museum Development Foundation | competitie | 2011
- Museum | Narbonne, France | Narbonne | competitie | 2011
- Opera & Ballet Theatre | Perm, Russia | competitie 2e prijs | 2010
- Concert Hall | Ljubljana, Slovenia | competitie 1e prijs | 2010
- Museum of European History | Brussels, Belgium | competitie | 2010
- Flagship Store Valentin Yudashkin | Moscow, Russia | invited competition | 2008
- Forum for Music & Dance | Gent, België | competitie 1e prijs | 2004

## Galerij

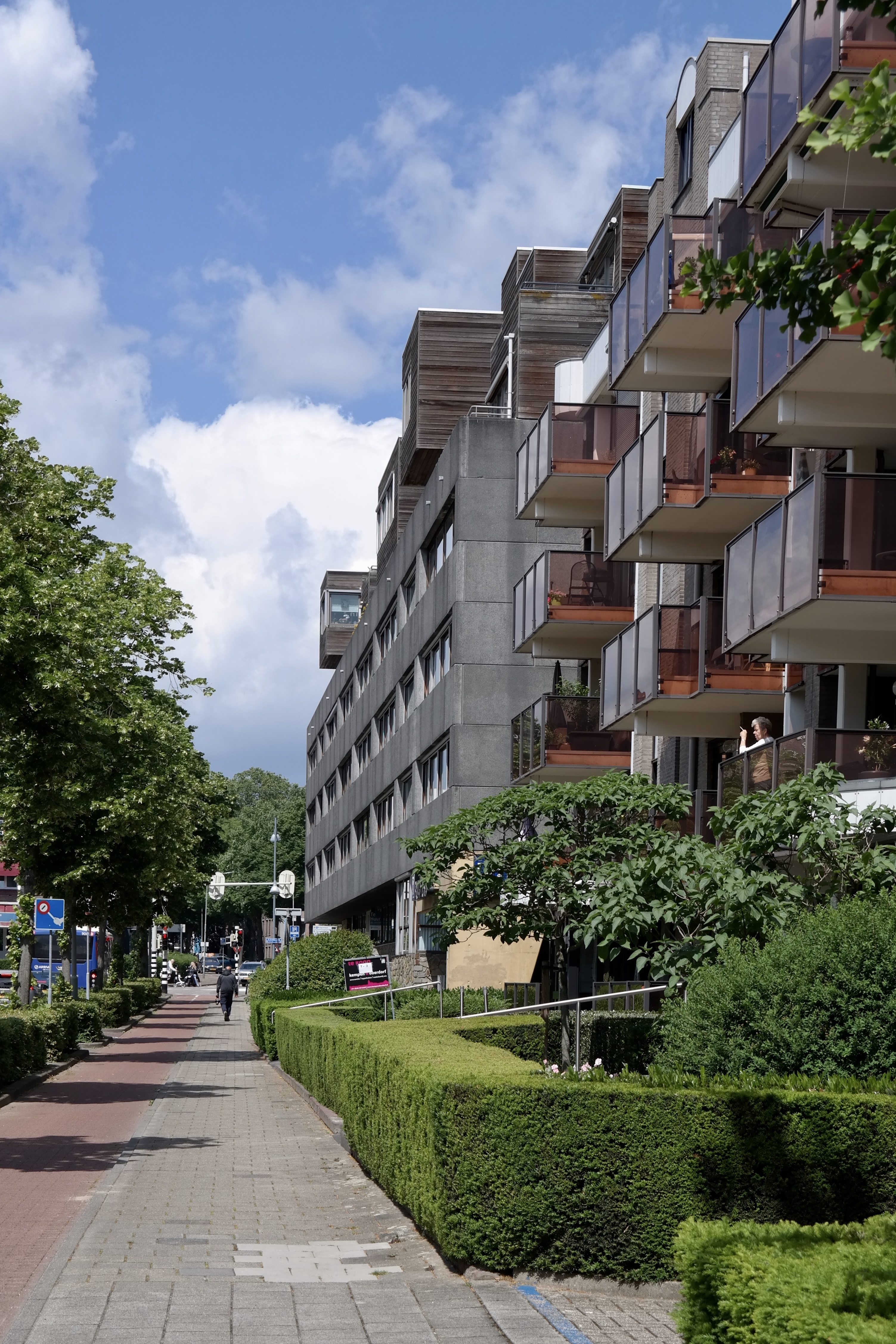
Woongebouw Prinsenhoek, Sittard
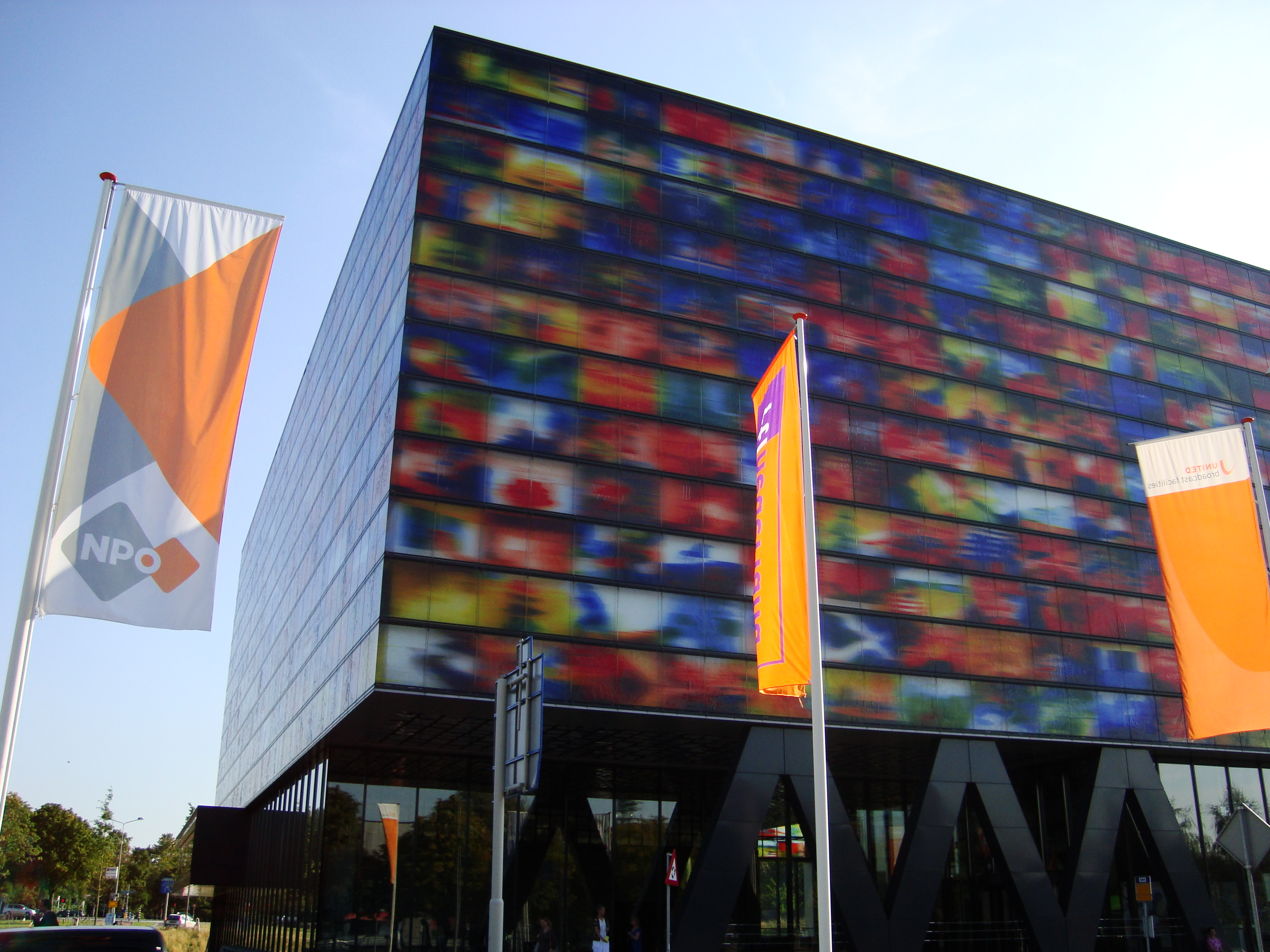
Nederlands Instituut voor Beeld en Geluid, Hilversum.
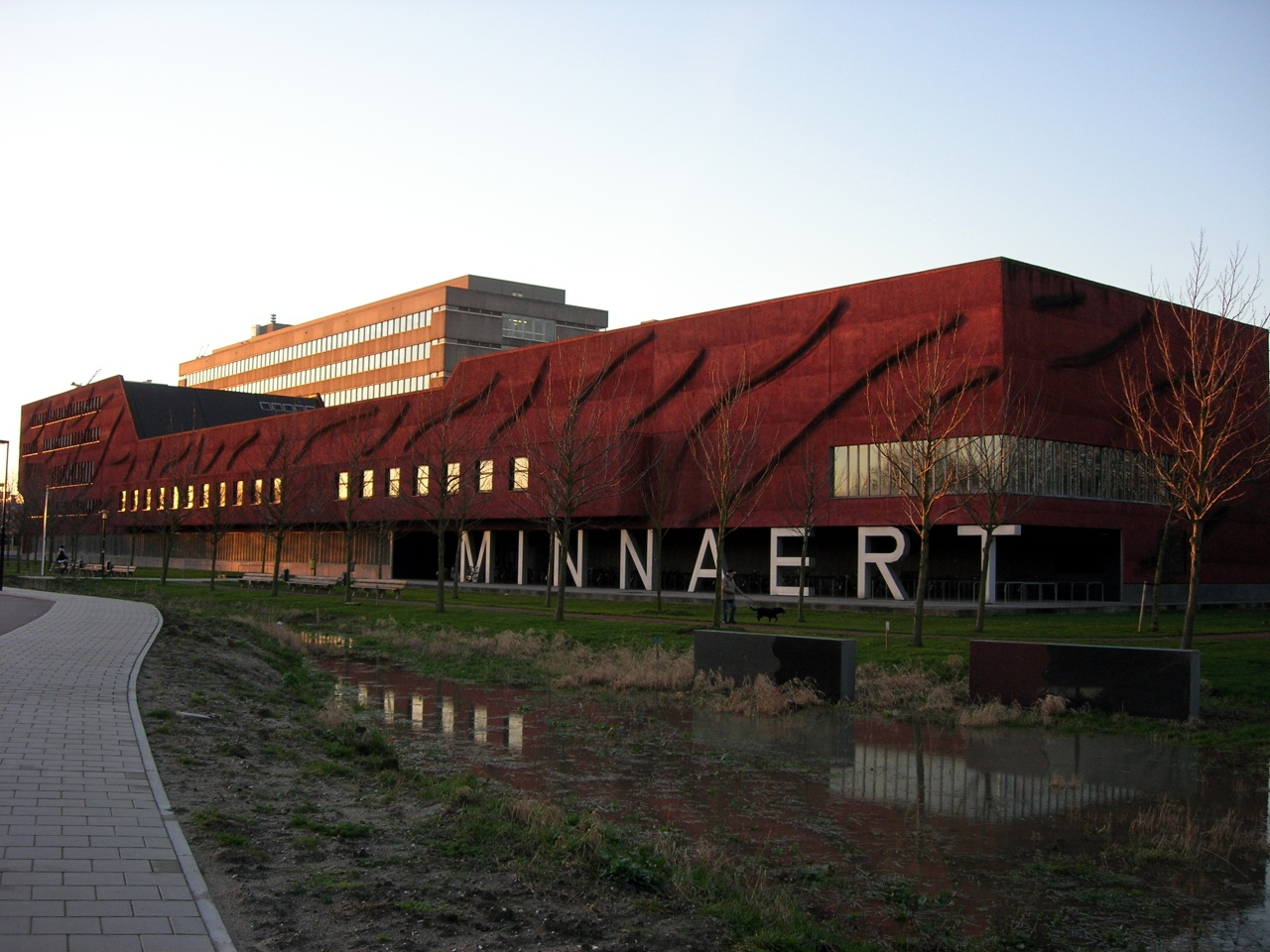
Minnaertgebouw, Utrecht
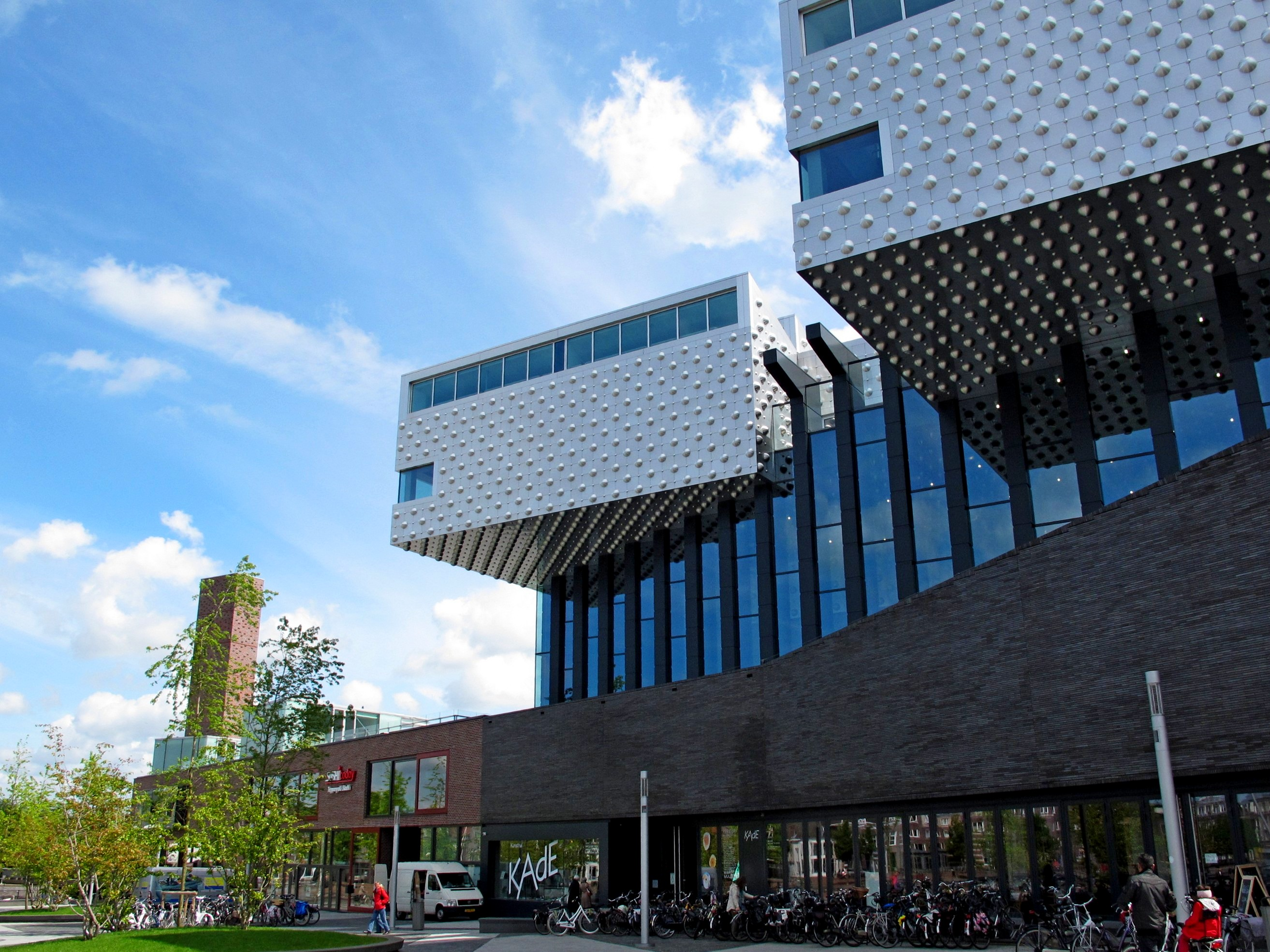
Eemhuis, Amersfoort
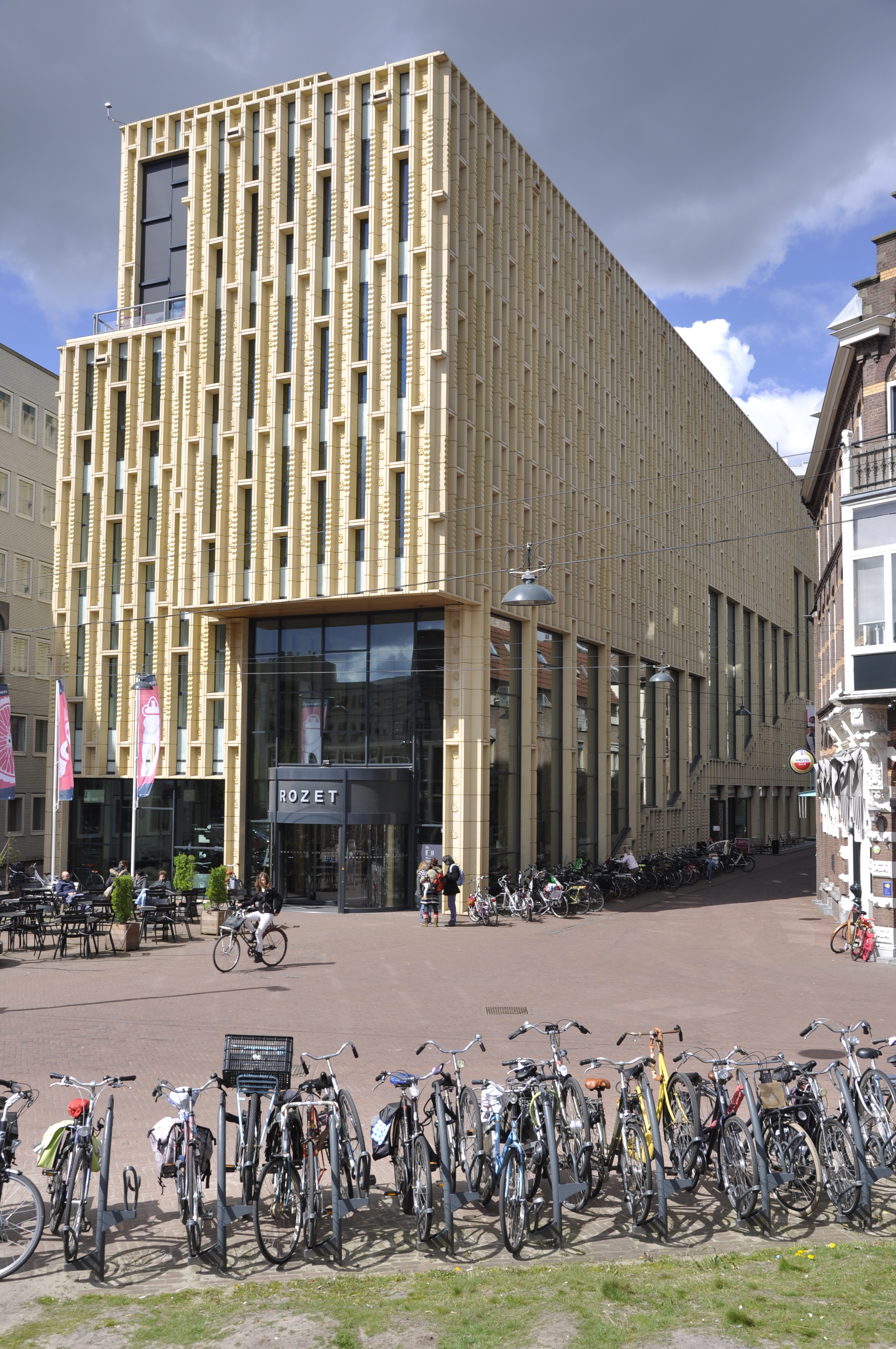
Rozet
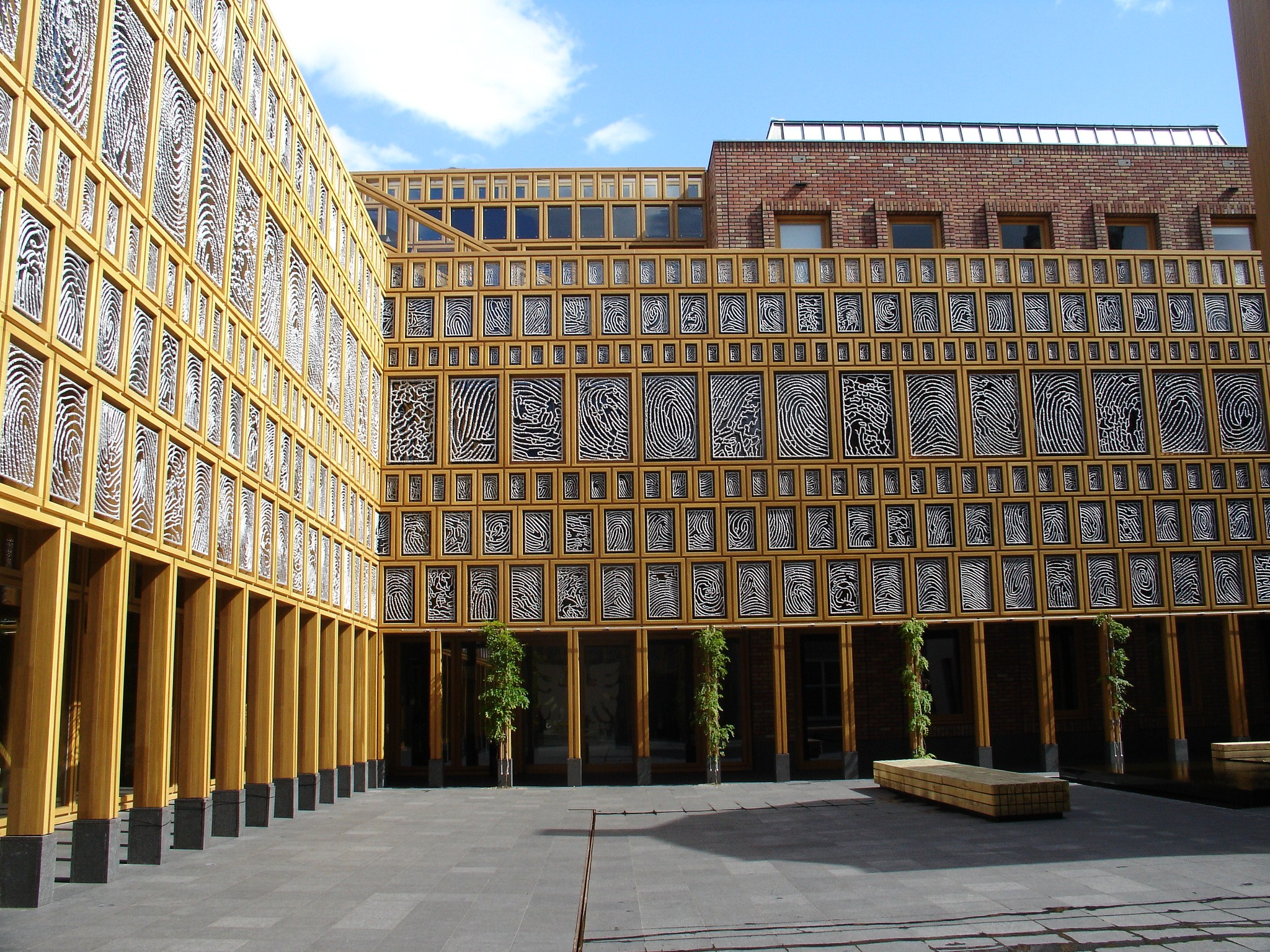
Stadhuiskwartier, Deventer
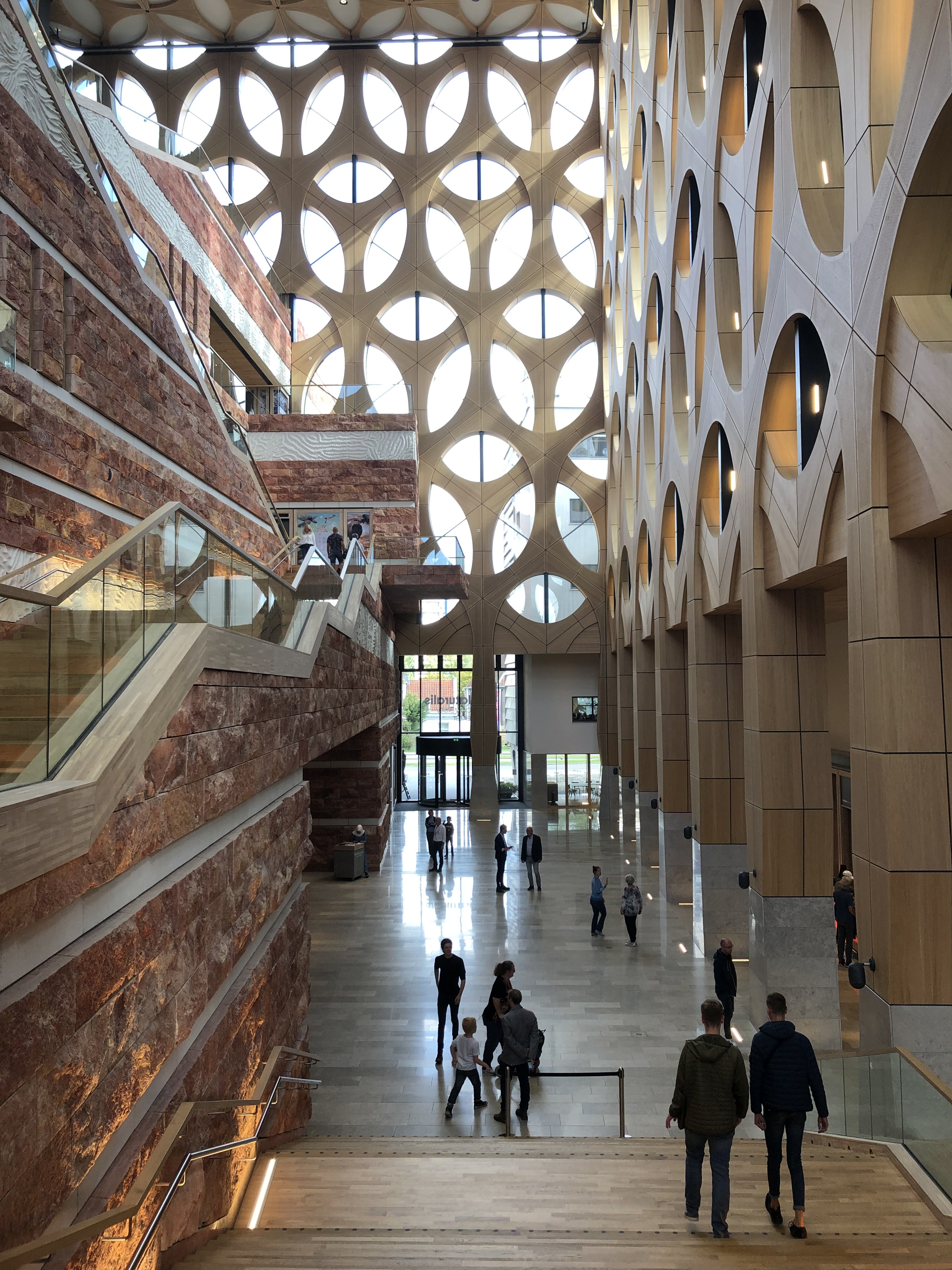
Naturalis Biodiversity Center, Leiden
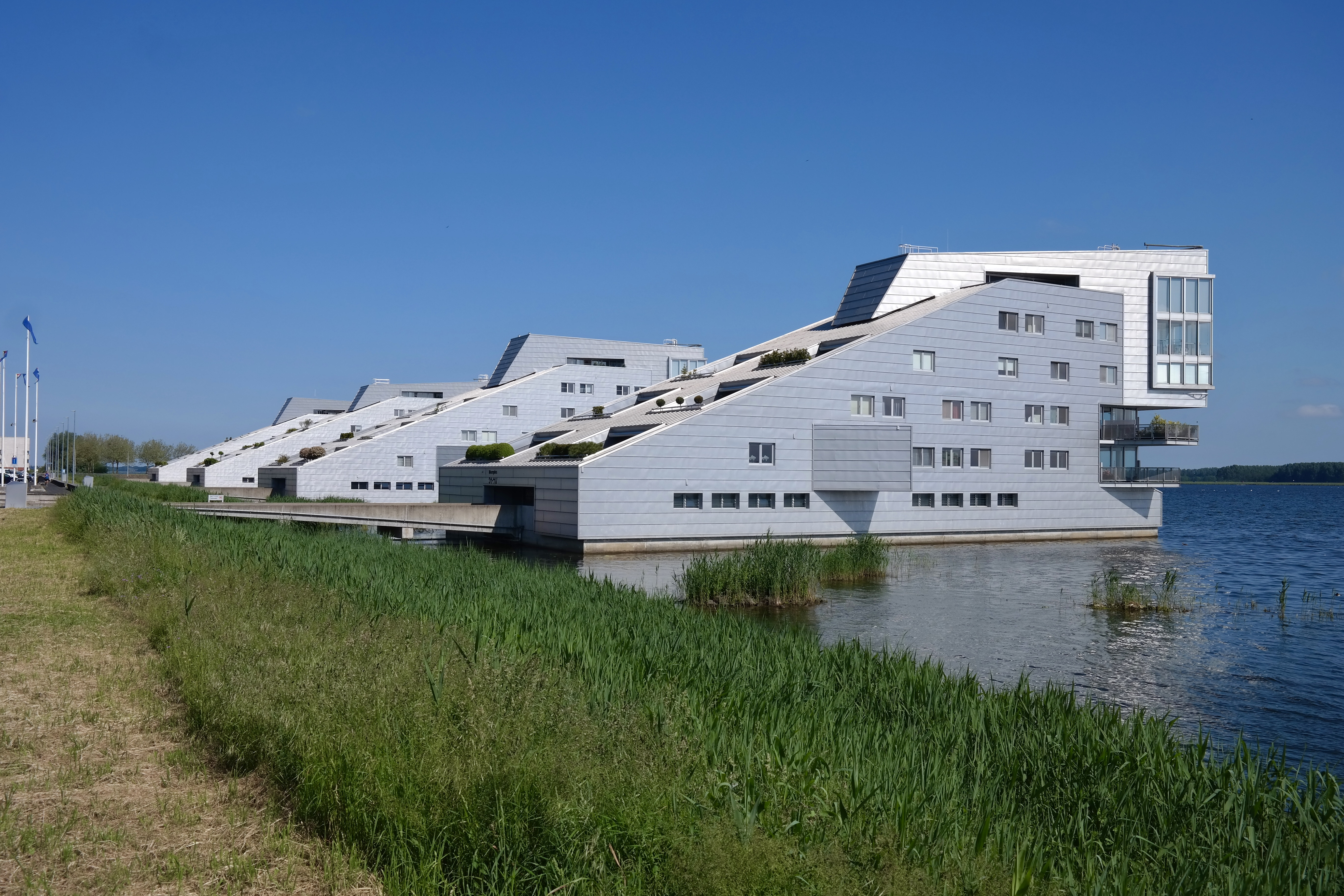
De Sfinxen in Huizen
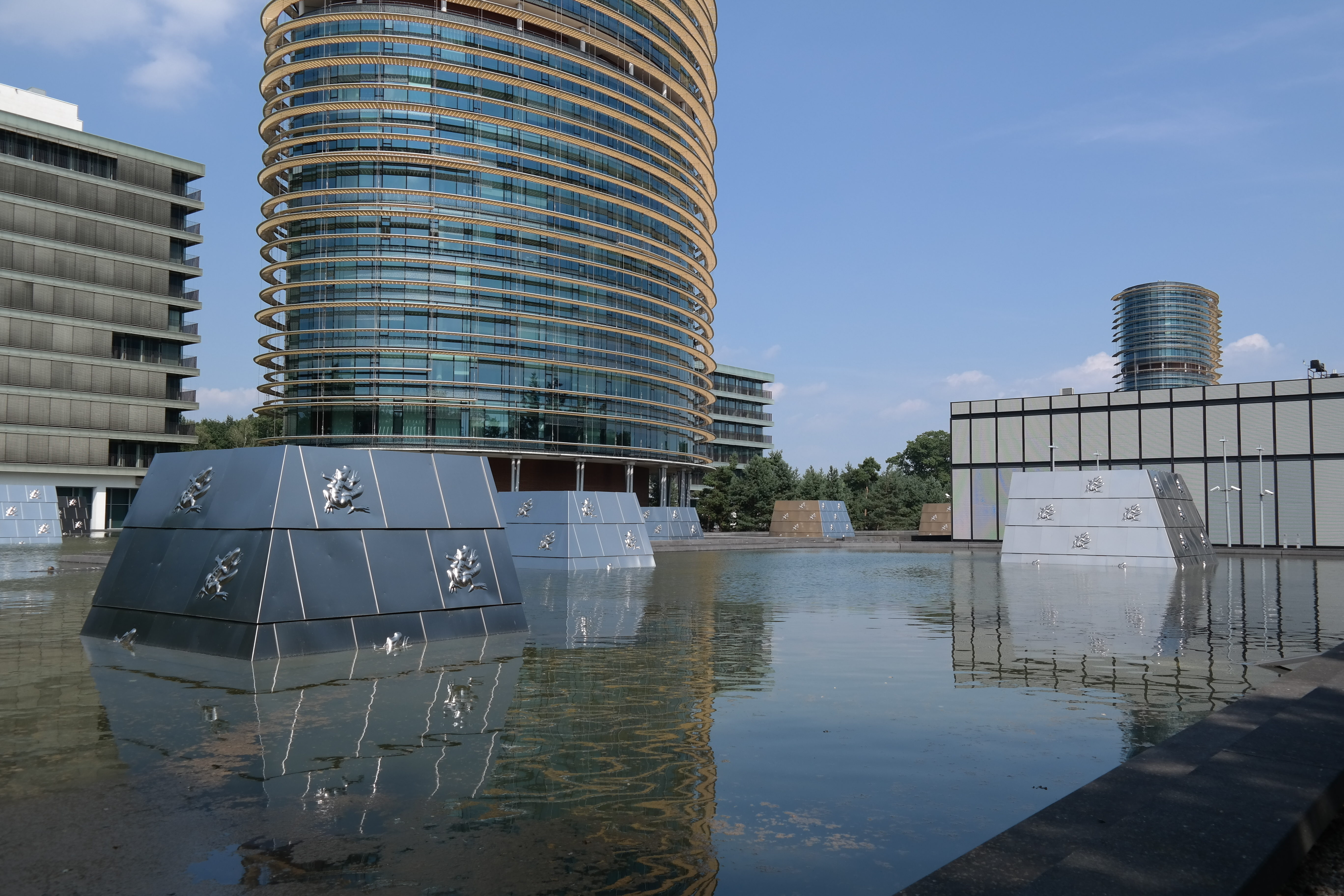
Ondergronds Plintgebouw Walterboscomplex, Apeldoorn
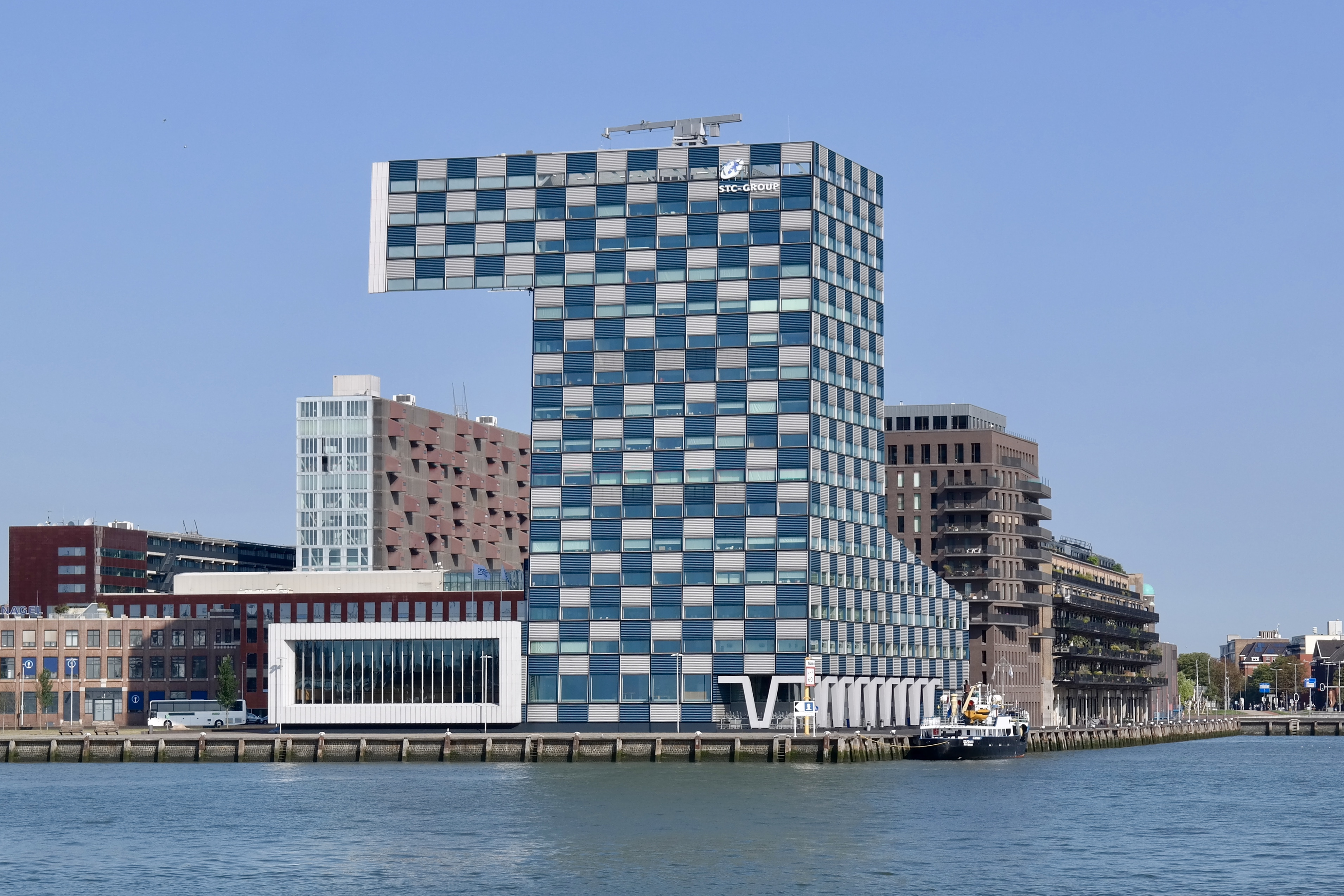
Scheepvaart- en Transportcollege (STC-group), Rotterdam

## Publicaties
- Ornament & Identity – Neutelings Riedijk 2018. ISBN 978-3-7757-4215-3
- El Croquis 159 – Neutelings Riedijk 2003-2012, Levene R. (ed.), Madrid 2012. ISBN 978-84-88386-694
- The MAS Revealed 2007-2011, Grooten S., Heylen P., Steverlynck S., Schoten 2011. ISBN 978-90-85866-060
- The Making of the MAS 1995-2010, Neutelings WJ., Steverlynck S., Vermeulen P., Schoten 2011. ISBN 978-90-8586-575-9
- Neutelings Riedijk Architects, Sanguigni G., Rome 2011. ISBN 978-88-7864-074-0
- Beeld en Geluid – Sound and Vision, Keuning D., Amsterdam 2007. ISBN 978-90-6369-157-8
- Aan het Werk, Neutelings WJ., Riedijk M., Rotterdam 2004. ISBN 90-6450-527-6
- At Work, Neutelings WJ., Riedijk M., Rotterdam 2004. ISBN 90-6450-508-X
- El Croquis 94 – Neutelings Riedijk 1992-1999, Levene R. (ed.), Madrid 1999. ISBN 9770212568001
- Minnaertgebouw Universiteit Utrecht, Neutelings WJ., Weegers Th., Rotterdam 1998. ISBN 90-6450-354-0